# María Eugenia Rodríguez Palop
María Eugenia Rodríguez Palop (Llerena, 9 marzo 1970) è una politica e giurista spagnola, professoressa di filosofia del diritto all'Università Carlo III di Madrid, specializzata in diritti umani.

## Biografia
Nata il 9 marzo 1970 a Llerena, una città nella provincia di Badajoz, ha conseguito la laurea in giurisprudenza presso l'Università Pontificia di Comillas nel 1993, conseguendo successivamente un dottorato di ricerca nello stesso campo presso l'UC3M nel 2000.
Professoressa di Filosofia del diritto presso l'Università Carlos III di Madrid (UC3M), specializzata in diritti umani, ha anche lavorato come ricercatrice presso l'Istituto di studi di genere e l'Istituto per i diritti umani "Bartolomé de les Casas "nell'UC3M. Auto-descritta come "femminista" ed "ecologista", è stata una delle 60 studiose firmatarie di un manifesto che rivendicava una riforma della Costituzione spagnola che mirava a promuovere un "progetto politico federale" nel giugno 2018.
A marzo, in seguito all'annuncio delle dimissioni di Pablo Bustinduy come candidato di Unidos Podemos alle elezioni del Parlamento Europeo del 2019 in Spagna, Podemos e Bustinduy hanno presentato Rodríguez Palop come suo sostituto. Rodríguez Palop, è stata descritta poi da Bustinduy come un "pilastro politico e morale", aveva precedentemente fornito servizi di consulenza al gruppo parlamentare Podemos al Congresso dei Deputati.

## Opere
- María Eugenia Rodríguez Palop, La nueva generación de derechos humanos. Origen y justificación, Madrid, Dykinson, 2002.
- María Eugenia Rodríguez Palop, Claves para entender los nuevos derechos humanos, Madrid, Catarata, 2011.
- María Eugenia Rodríguez Palop, Revolución feminista y políticas de lo común frente a la extrema derecha, Icaria, 2019.[8][9]